# 민주당 (미국)의 역사
민주당은 공화당과 함께 미국의 주요 양대 정당이자, 현재 세계에서 가장 오래된 정당이다. 1828년에 앤드루 잭슨이 자신의 지지자들을 민주공화당에서 데려와 창당된 후, 민주당은 약 200년 동안 우드로 윌슨, 프랭클린 D. 루스벨트, 존 F. 케네디 등 15명의 대통령을 배출하였다. 이사이 민주당은 이념적으로는 보수주의에서 진보주의로, 지지 기반은 남부 지역에서 북동부와 태평양 연안 지역으로 변화하였다. 특히 민주당은 루스벨트 정부를 거치면서 복지 증진과 소득 재분배, 시민권 보장 정책 등을 중시하면서 노동조합과 여성, 소수인종 등의 지지를 받고 있다. 이 문서는 1828년 창당 이후로의 민주당의 전반적 역사를 다룬다.

## 참고